# CFインテルシティ
CFインテルシティ（Club de Fútbol Intercity）は、スペイン・バレンシア州アリカンテを本拠地とするサッカークラブ。2023-24シーズンはプリメーラ・フェデラシオンに所属している。

## 概要
2017年、現会長のサルバドール・マルティ・バローらを中心とした投資家グループがCDサン・ジョアン（Club Deportivo Sant Joan）を買収し、クラブの体制を一新したことでCFインテルティは設立された。クラブ最初のシーズンを迎えた2017-18シーズンは、6部相当のバレンシア州2部リーグで優勝を果たし、同州1部リーグへ昇格。2018-19シーズンも2シーズン連続での昇格に成功し、テルセーラ・ディビシオンへの昇格が決定した。
2021年9月、国内のサッカークラブとしては史上初となるマドリード証券取引所のグロース史上へ上場することを発表した。
2022年7月にはアリカンテCF消滅後の後継クラブであるCFIアリカンテをリザーブチームとして傘下に加えた。

## タイトル

### 国内タイトル
- セグンダ・フェデラシオン : 1回
  - 2021-22

### 国際タイトル
- なし

## 過去の成績
| シーズン | 部 | ディビジョン    | 順位    | コパ・デル・レイ |
| -------- | -- | --------------- | ------- | ---------------- |
| 2017-18  | 6  | バレンシア州2部 | 1位     |                  |
| 2018-19  | 5  | バレンシア州1部 | 1位     |                  |
| 2019-20  | 4  | テルセーラ      | 5位     | 1回戦敗退        |
| 2020-21  | 4  | テルセーラ      | 3位/3位 |                  |
| 2021-22  | 4  | 連盟2部         | 1位     |                  |
| 2022-23  | 3  | 連盟1部         | 12位    | ベスト32         |
| 2023-24  | 3  | 連盟1部         |         |                  |

- 2シーズン - プリメーラ・フェデラシオン
- 1シーズン - セグンダ・フェデラシオン
- 2シーズン - テルセーラ・ディビシオン

## 歴代監督
- グスタボ・シビエロ 2020-2023

## 歴代所属選手
- エミリオ・エンスエ 2022-